# Aleksandar Popović
Aleksandar Popović, cyr. Александар Поповић (ur. 20 października 1971 w Belgradzie) – serbski polityk i nauczyciel akademicki, minister w obu rządach Vojislava Koštunicy, w 2014 przewodniczący Demokratycznej Partii Serbii (DSS).

## Życiorys
Ukończył szkołę średnią w Moskwie, następnie studia z zakresu chemii na Uniwersytecie w Belgradzie, doktoryzował się na tej samej uczelni w 2002. Kształcił się również na Florida State University (absolwent z 1996). Został pracownikiem naukowym wydziału chemii macierzystej uczelni, w 2009 objął także stanowisko wiceprezesa  ds. marketingu przedsiębiorstwie farmaceutycznym.
Zaangażowany w działalność Demokratycznej Partii Serbii, był rzecznikiem tej partii, a w 2003 został jej wiceprezesem. Z ramienia DSS wybierany na posła do Zgromadzenia Narodowego (po raz ostatni w 2012, w trakcie kadencji złożył mandat), a także do rady miejskiej w Belgradzie (w tym w 2014). Kandydował również bez powodzenia na stanowisko burmistrza Belgradu. W latach 2004–2007 sprawował urząd ministra nauki i ochrony środowiska w pierwszym rządzie Vojislava Koštunicy. Następnie do 2008 w drugim gabinecie tego samego premiera pełnił funkcję ministra energii.
Po przegranej DSS w wyborach krajowych w 2014 i rezygnacji Vojislava Koštunicy został nowym przewodniczącym Demokratycznej Partii Serbii, jeszcze w tym samym roku zastąpiła go Sanda Rašković Ivić. W 2017 wystartował w wyborach prezydenckich, uzyskując w pierwszej turze głosowania około 1% głosów.